# Naglasoslovje
Naglasoslôvje ali akcentologíja je jezikoslovna veda (nauk), ki se ukvarja s preučevanjem naglasov, poudarkov (akcentov).
Akcentológ je strokovnjak, ki deluje na področju akcentologije. To je jezikoslovec, ki se je usmeril na raziskovanje področja poudarkov, naglasov (akcentov).